# Harvard Business Review

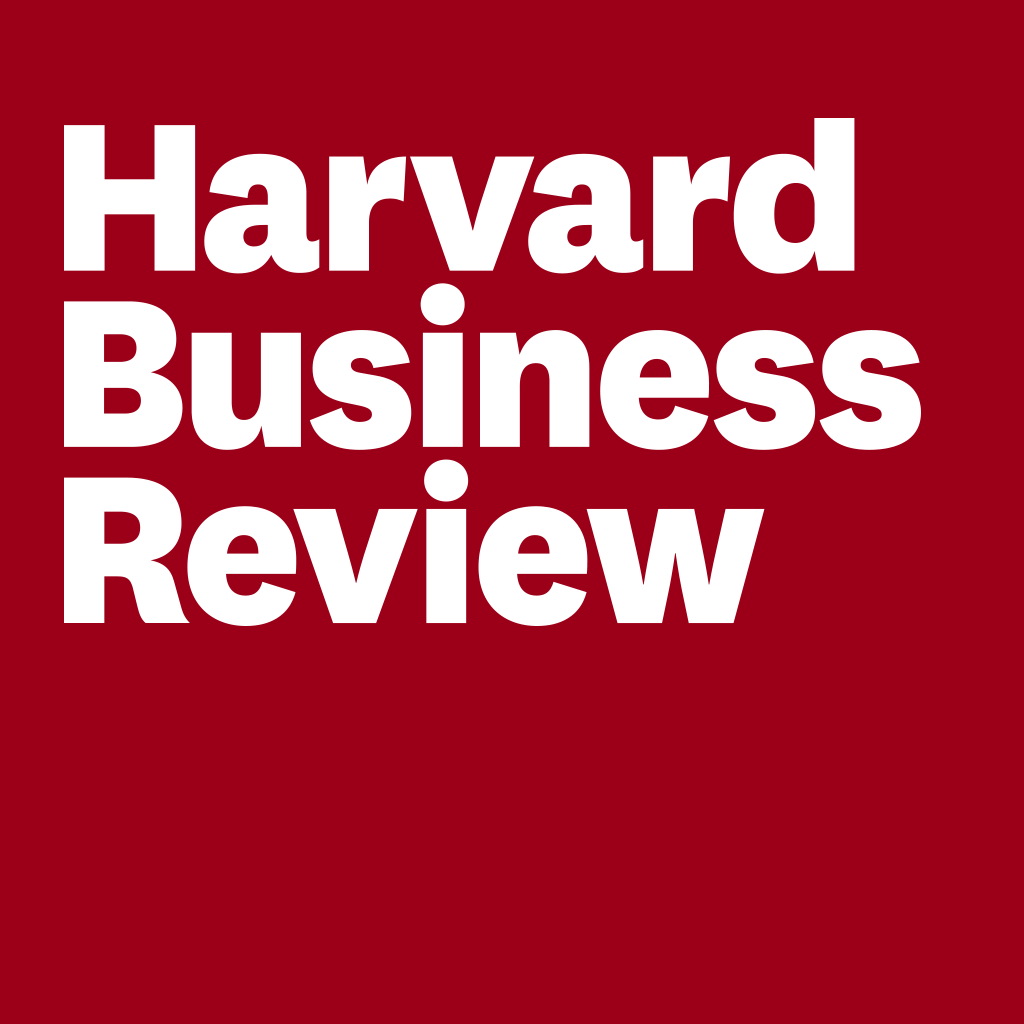
Harvard Business Review

Harvard Business Review (HBR) é uma publicação da Harvard Business Publishing (HBP) que tem como principal objetivo a reflexão inteligente sobre as melhores práticas na gestão de negócios. Suas publicações incluem revista, livros, conteúdos digitais e ferramentas de publicação no site HBR.org. 
A HBR é publicada seis vezes por ano e está sediado em Watertown, Massachusetts.
Os artigos da HBR abrangem uma ampla gama de tópicos que são relevantes para vários setores, funções de gerenciamento e países. Eles se concentram em áreas como liderança, mudança organizacional, negociação, estratégia, operações, marketing, finanças e gerenciamento de pessoas.